# 三井山

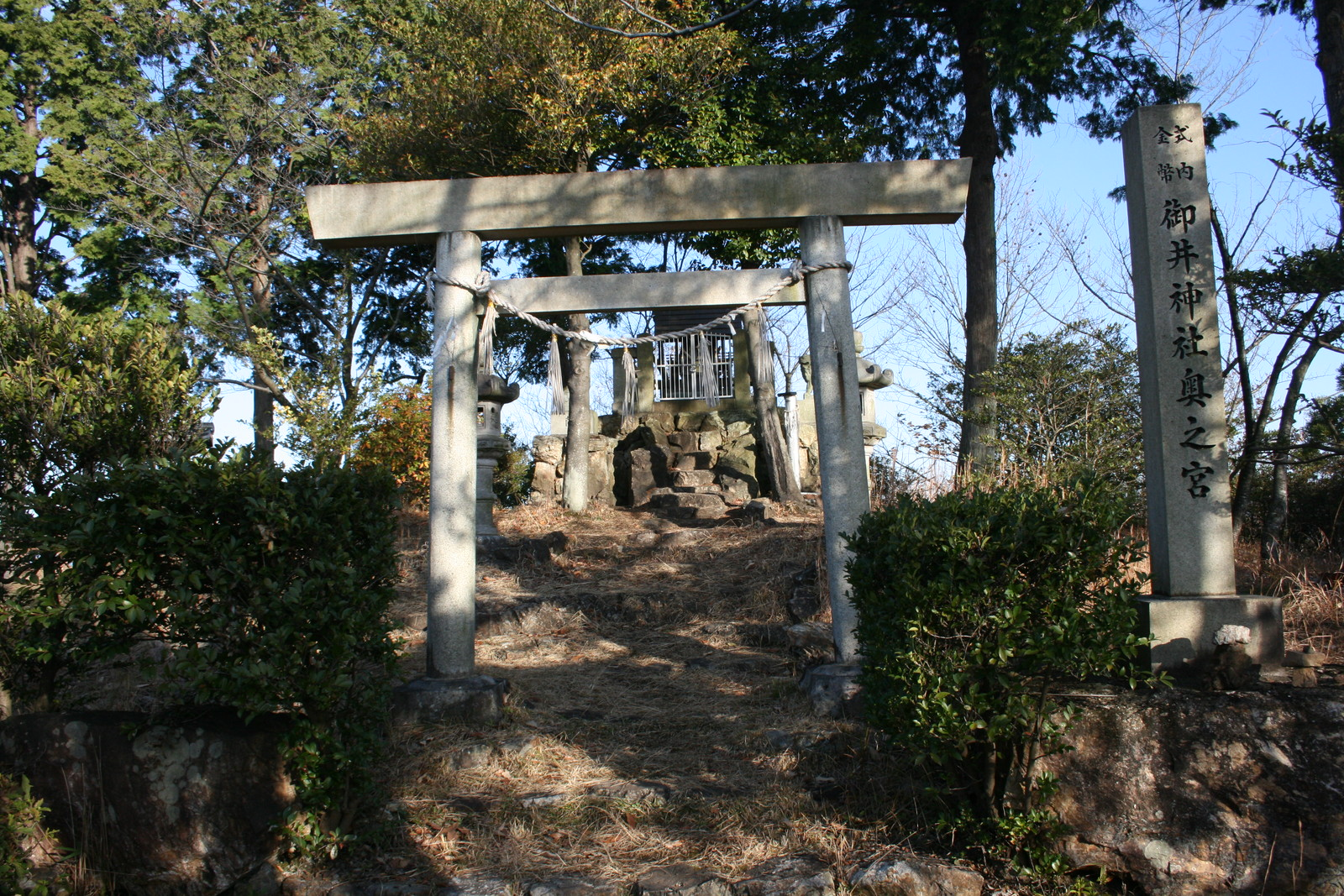
三井山頂上の御井神社奥之宮

三井山（みいやま）は、岐阜県各務原市にある標高109mの独立した小さな山である。

## 概要
各務原市の西部の新境川と航空自衛隊岐阜基地の間に位置する。元々は東西に長い山であった。
山頂付近には戦国時代の城である三井城の址があり、二等三角点が設置されている（点名は「三井村」）。
別名は龍宮山。かつて山頂には、式内社の御井神社が存在し、御井神として山自体が信仰の対象であった。磐座の祭祀遺跡もあり、多くの出土品が発見されている。また山腹には、三井山古墳（御井神社境内古墳）という古墳がある。
三井山は東西に独立した山になり、東は自衛隊の施設になった。東には岐阜基地の飛行場灯台が、西には航空障害灯がそれぞれ設置されている。

### 年表
- 戦国時代、三井山は戦略上重要な場所として、土岐氏の土岐弥一郎（三井弥一郎）により三井城が築城される。このさい、御井神社は麓（各務原市三井町）の御井神社と上中屋（各務原市上中屋町）の天神社（現、天神神社）に移転している。
- 1548年（天文17年）、三井城は尾張国の織田信秀に攻められ落城する。三井城が廃城後、山頂には御井神社奥之宮が創建されている。
- 1968年（昭和43年）ごろから、山の中央が削られはじめる。
- 1980年（昭和55年）ごろに採土が終わり、南北を貫く道路や、自衛隊の三井山官舎、各務原工業団地が完成した。

## 遊歩道
周辺は三井山ふれあいの森として整備されている。一帯は三井山公園として整備されている。
麓には御井大神（御井神社祭神）が掘ったと伝わる、御井池（三井池）があり、かつての木曽川の河跡と推測される。昭和初期までは今の約5倍の広さがあったが、新境川の整備で生じた土砂で埋め立てられている。御井神社の別宮の御井池龍神神社（三井池龍神神社）が置かれている。
西側には、木曽川水系の新境川が流れ三井龍神橋があり、その東側が三井山遊歩道の入口となっている。1周約1km程の遊歩道が整備され、山頂と途中には休憩所となる東屋が設置されている。山頂からは、金華山、伊吹山、濃尾平野などを見渡すことができる。

## 周辺の山
- 金華山
- 伊木山
- 伊吹山
- 小牧山